# 巴特亚历山大斯巴德
巴特亚历山大斯巴德（德語：Bad Alexandersbad，發音：[baːt ʔalɛˈksandɐsˌbaːt]）是德国巴伐利亚州上弗兰肯行政区菲希特尔山区文西德尔县的市镇，面积8.94平方千米，2023年12月31日人口为962人。